# دوپاخ
دوپاخ (به آلمانی: Duppach) یک شهر در آلمان است که در فولکانایفل واقع شده‌است. دوپاخ ۲۹۹ نفر جمعیت دارد.